# Paraoncidium
Paraoncidium is een geslacht van weekdieren uit de klasse van de Gastropoda (slakken).

## Soorten
- Paraoncidium buetschlii (Stantschinsky, 1907)
- Paraoncidium chameleon (Brazier, 1886)
- Paraoncidium graniferum (Semper, 1885)
- Paraoncidium keiense (Hoffmann, 1926)
- Paraoncidium nangkauriense (Plate, 1893)
- Paraoncidium ovale (Semper, 1885)
- Paraoncidium palaense (Semper, 1885)
- Paraoncidium papuanum (Semper, 1885)
- Paraoncidium reevesii (J.E. Gray, 1850)
- Paraoncidium simrothi (Plate, 1893)